# Шатьмапосі
Шатьмапо́сі (рос. Шатьмапоси, чув. Шетмĕпуç) — присілок у Чувашії Російської Федерації, центр Шатьмапосинського сільського поселення Моргауського району.
Населення — 293 особи (2010; 347 в 2002, 315 в 1979; 486 в 1939, 471 в 1926, 423 в 1906, 281 в 1858).

## Історія
Історична назва — Шатьмапось. Утворився як околоток присілку Басаєва (Шор-Босай). До 1866 року селяни мали статус державних, займались землеробством, тваринництвом, ткацтвом та слюсарством. У 1882–1902 роках працювала школа грамоти, 1919 року відкрита початкова школа. 1930 року створено колгосп «14 річниця Жовтня». До 1927 року присілок перебував у складі Чувасько-Сорминської волості Ядрінського повіту. 1927 року присілок переданий до складу Аліковського району, 1935 року — до складу Ішлейського, 1944 — до складу Моргауського, 1959 року — повернутий до складу Аліковського, 1962 року — до складу Чебоксарського, 1964 року — повернутий до складу Моргауського району.

## Господарство
У присілку діють школа, кабінет лікаря загальної практики, клуб, бібліотека, пошта, стадіон, 2 магазини, їдальня.